# عبد كلال الحميري
عبد كلال الحميري كان حاكمًا لحمير وعاش في القرن الخامس الميلادي. كان متحولًا إلى اللاثالوثية، لكنه أبقى معتقداته الدينية سرية. كما تمتع عبد الكلال بسلطة حكم الوصاية مؤقتًا أثناء فترة توليه منصبه.

## اسمه
وقد ذكر المؤرخون أنه عبد كلال بن مثوب الحميري.[بحاجة لمصدر] يُكتب الجزء الأول من اسمه أحيانًا بالحروف اللاتينية "عبد كلال"  أو "عبد كلال". أما لقبه، فقد قيل إنه كان من قبيلة ذي حارث، مما يجعل اسمه الكامل "عبد كلال بن مثوب ذي حارث الحميري". ومع ذلك، فقد نُسب إليه أيضًا أنه من قبيلة ذو الروين. ويروي ابن هشام أنه كان اسمه عبد كلال بن ينوف.

## حكمه
بعد وفاة شرحبيل يعفور، أصبحت السلطة الملكية غير مستقرة حيث كان جميع أمراء حمير صغارًا جدًا للحكم باستثناء شرحبيل يعكوف الذي كان يعاني من مشاكل عقلية. استولى عبد كلال على السلطة الملكية خوفًا من أن يغتصبها غرباء من غير السلالة الملكية. كان حكمه سلميًا بشكل عام، ولم يكن مولعًا بقيادة الغزوات والفتوحات.
كما بنى عبد الكلال مسكنًا لنفسه ولزوجته حوالي عام 463 م، وهو ما تؤكده النقوش الأثرية التي يعود تاريخها إلى ذلك العام تقريبًا.

## عائلته
وبناءً على النقوش، كان لعبد الكلال ولدان اسمهما هانم وحائل (مذكوران في النقوش باسم حنم وحائل). أول حاكم مسيحي لحمير، مرثد إيلان ينوف، يُعرف أيضًا بأنه أحد أبنائه، واسمه الكامل مرثد بن عبد كلال الحميري.

## دِيانته
في النقوش، يمكن رؤية عبد كلال وهو يمدح الإله الرحمن، مما يدل على أنه كان يؤمن بنوع من التوحيد. ذكر المؤرخون المسلمون مثل الطبري وجواد علي أن عبد كلال كان متحولًا إلى نوع من المسيحية غير التثليثية. لقد أخفى إيمانه؛ حيث يذكر الطبري أن ذلك كان بسبب مقتل معلمه لكونه مسيحيًا بينما يروي صاعد الأندلسي أن ذلك كان لمنع اليمن من أن يغزوها شابور الثاني، الذي يعادي البيزنطيين (الروم) وسيخشون أن يكوّن عبد كلال حلفًا معهم بسبب تقاربهم الديني.

## طالع أيضًا
- مرثد إيلان يانوف
- قائمة حكام سبأ وحمير